# Винни-Пух и день забот
«Ви́нни-Пу́х и день забо́т» — советский мультипликационный фильм.
Третий мультфильм-экранизация по одноимённой сказке А. Милна. В основе лежат четвёртая и шестая главы книги, объединённые сценаристами в одну историю. Поэтому он имеет вдвое бо́льшую продолжительность.

## Сюжет
Старый серый ослик Иа стоит на берегу озера и грустит. К нему приходит Винни-Пух, которому Иа признаётся, что у него сегодня день рождения, о котором никто не вспомнил. Винни-Пух замечает, что ослик где-то потерял хвост.
Позже Винни-Пух встречается с Пятачком, который решил зайти к нему, проходя мимо, и они решают поздравить Иа: Винни-Пух подарит ему горшок с мёдом, а Пятачок — оставшийся зелёный воздушный шарик. Однако по дороге Пух съел мёд, а после пришёл к Сове, чтобы она написала поздравление на его горшке.
Пятачок, желая первым преподнести Иа подарок, так спешил, что, не глядя под ноги, упал на шарик, из-за чего тот лопнул, и заплакал — больше у него нет шариков, ещё до этого подаренных Кроликом. Тем временем Винни-Пух замечает на колокольчике Совы странный шнурок, найденный Совой (как она сама признаётся) на кустике, и, узнав в нём хвост Иа, убеждает Сову подарить ослику этот «шнурок».
Пятачок, всё ещё плача, приходит к ослику Иа со своим лопнувшим шариком и признаётся, почему так получилось. Следом приходит Винни-Пух с пустым горшком и говорит ослику, что в него можно класть, что угодно. Для лопнувшего шарика горшок подошёл.
Под конец приходит Сова и возвращает ослику утерянный хвост, а Винни-Пух привязывает его бантиком. Сова пребывает в недоумении, но когда ситуация проясняется, начинает смеяться наравне с остальными. Затем компания в песенной форме весело отмечает день рождения Иа.

## Над фильмом работали
- Авторы сценария: Борис Заходер, Фёдор Хитрук
- Режиссёры: Фёдор Хитрук, Геннадий Сокольский
- Композитор: Моисей Вайнберг
- Художники-постановщики: Владимир Зуйков, Эдуард Назаров
- Оператор: Михаил Друян
- Звукооператор: Георгий Мартынюк
- Художники-мультипликаторы: Галина Баринова, Эльвира Маслова, Наталия Богомолова, Мария Мотрук, Юрий Бутырин, Ольга Орлова, Виолетта Колесникова, Геннадий Сокольский, Елена Малашенкова, Анатолий Солин
- Монтажёр: Изабелла Герасимова
- Ассистент режиссёра: Татьяна Домбровская
- Редактор: Раиса Фричинская
- Директор картины: Любовь Бутырина

## Роли озвучивали
| Актёр             | Роль      |
| ----------------- | --------- |
| Владимир Осенев   | От автора |
| Евгений Леонов    | Винни-Пух |
| Ия Саввина        | Пятачок   |
| Эраст Гарин       | Ослик Иа  |
| Зинаида Нарышкина | Сова      |

## Награды
- 1976 — Государственная премия СССР, режиссёру Фёдору Хитруку.

## Издания
- В 1990-е годы были выпущены аудиосказки с сериями мультфильмов о Винни-Пухе с текстом Александра Пожарова, аудиокассеты распространялись компанией «ТВИК-Лирек».